# Brent Briscoe
Brent Briscoe (* 21. Mai 1961 in Moberly, Randolph County, Missouri; † 18. Oktober 2017 in Los Angeles, Kalifornien) war ein US-amerikanischer Schauspieler und Drehbuchautor.

## Leben
Briscoe besuchte die Universität von Missouri. Nach seinem Abschluss wandte er sich 1985 dem Theater zu.
Seine erste Rolle für einen Film erhielt er 1993 für den Film Grey Knight. Schon drei Jahre zuvor konnte er in zwei Folgen der Serie Daddy schafft uns alle mitwirken.
Nach der Jahrtausendwende konnte Briscoe in international bekannten Filmen mitwirken, wie in Spider-Man 2 aus dem Jahre 2004 und Der Ja-Sager, vier Jahre später. Auch auf der Ebene von US-amerikanischen Fernsehserien erhielt er Rollen in bekannteren, wie 2005 für Numbers – Die Logik des Verbrechens.

## Filmographie (Auswahl)
Schauspieler
- 1993: Grey Knight
- 1994: Some Fulks Call it a Sling Blade
- 1996: Sling Blade – Auf Messers Schneide (Sling Blade)
- 1997: U-Turn – Kein Weg zurück (U Turn)
- 1998: Ein neuer Tag im Paradies (Another Day in Paradise)
- 1998: Break Up – Nackte Angst (Break Up)
- 1998: Ein einfacher Plan (A Simple Plan)
- 1999: The Minus Man
- 1999: Verrückt in Alabama (Crazy in Alabama)
- 1999: The Green Mile
- 2000: Beautiful
- 2001: Driven
- 2001: Mulholland Drive – Straße der Finsternis (Mulholland Drive)
- 2001: Ohne Worte (Say It Isn’t So)
- 2002: It’s All About You
- 2004: Spider-Man 2
- 2005: Numbers – Die Logik des Verbrechens (Numbers, Fernsehserie)
- 2006: Fist in the Eye
- 2006: Dr. House (Episode 1x21)
- 2007: Im Tal von Elah (In the Valley of Elah)
- 2008: Der Ja-Sager (Yes Man)
- 2009: The Smell of Success
- 2009: Ausgequetscht (Extract)
- 2010: Provinces of Night
- 2010: The Killer Inside Me
- 2010: The Defenders (Fernsehserie)
- 2017: Twin Peaks (Fernsehserie, 8 Folgen)
- 2017: Brooklyn Nine-Nine (Fernsehserie, Episode 4x22)
- 2017: Navy CIS (Fernsehserie, Episode 14x20)

Drehbuch
- 1994: Evening Shade (Fernsehserie)
- 1996: Im Auge des Sturms (The Right to Remain Silent, Fernsehfilm)
- 2002: Waking Up in Reno